# Orgilus coleophorae
Orgilus coleophorae är en stekelart som beskrevs av Muesebeck 1970. Orgilus coleophorae ingår i släktet Orgilus och familjen bracksteklar. Inga underarter finns listade i Catalogue of Life.